# Løvenborg

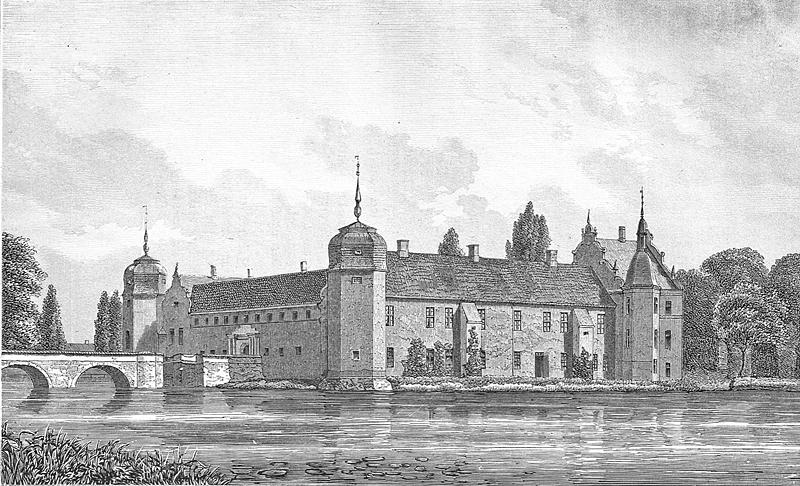
Løvenborgs slott.

Løvenborg var ett danskt baroni på Själland, Holbæks amt, som bestod av huvudgodsen Løvenborg och Vognserup samt två avelsgårdar, tillsammans 1 150 hektar, samt 515 hektar skog.
Godset Løvenborg, beläget 7,5 km väster om Holbæk, hette förr Ellinge och tillhörde under medeltiden Roskilde biskopsstol. Vid reformationen indrogs det till kronan och såldes 1547 till Hans Barnekow, som gav det namnet Birkholm. År 1739 köptes det av en rik norsk järnverksägare, Herman Leopoldus (född 1677, död 1750, av tysk släkt), som samma år adlades under namnet Løvenskiold. Hans son konferensrådet Severin Løvenskiold köpte dessutom godset Vognserup och upprättade 1773 baroniet Løvenborg, som sedan 1877 innehades av stiftarens sinnessjuke ättling, baron Carl Herman Frederik Vilhelm Løvenskiold (född 1836, död 1917). Han blev omyndigförklarad redan 1866 och godset sattes under administration 1878. Baroniet upplöstes vid lensafløsningen 1921. Huvudgården Løvenborgs slott är ett bland de största och vackraste gamla herresätena i Danmark med en präktig trädgård.